# Народно читалище „Искра – 1931“
Народно читалище „Искра-1931“ е читалище в село Драгомир, община Съединение, област Пловдив.
Създадено е на 23 октомври 1931 г. по инициатива на учителя Петър Боев и други младежи от селото. Библиотеката при читалището разполага с общо 6750 тома книги.
От читалището се провеждат редица местни празници и обичаи, като Трифон Зарезан на 14 февруари, пролетния карнавал Джумал на 22 март, Гергьовден на 6 май.